# Richard A. Ballinger
Richard Achilles Ballinger (Boonesboro, 9 de julho de 1858 – Seattle, 6 de junho de 1922) foi um advogado e político norte-americano pertencente ao Partido Republicano.

## Biografia
Ballinger nasceu em 9 de julho de 1858 na cidade de Boonesboro, Iowa, filho de Richard Henry Ballinger e Mary Elizabeth Norton. Ele seguiu os passos de seu pai e foi estudar direito, formando-se na Faculdade Williams em 1884 e sendo admitido na ordem dos advogados dois anos depois. Ballinger adquiriu talento no ramo do direito de terras públicas.
Ele mudou-se em 1886 para o então Território de Washington por causa de seu colega de faculdade James Rudolph Garfield, então Secretário do Interior dos Estados Unidos sob o presidente Theodore Roosevelt. De 1904 a 1906 ele serviu como Prefeito de Seattle, sendo contratado por Garfield em 1907 para ser o Comissário do Escritório Geral da Terra, posição que ocupou até o ano seguinte quando voltou a praticar direito.
O presidente William Howard Taft nomeou Ballinger em 1909 para a posição de Secretário do Interior, porém isto irritou Gifford Pinchot, o chefe do Escritório de Florestas. O antagonismo entre os dois escalonou até Pinchot acusar Ballinger em 1910 de ter conflitos de interesse sobre carvão no Alasca, além de afirmar que o secretário tinha traído o conservadorismo de Roosevelt ao impedir que Pinchot entregasse terras particulares ao setor público.
Ballinger foi inocentado de qualquer corrupção por Taft e pelo Congresso, porém Pinchot venceu a opinião pública, desafiando a integridade do secretário e a aderência do presidente ao legado de Roosevelt. Essa briga entre os dois serviu para dividir o Partido Republicano, contribuindo para a vitória do Partido Democrata de Woodrow Wilson na eleição presidencial de 1912. Ballinger renunciou do cargo em 1911 e voltou para a advocacia em Seattle, morrendo em 6 de junho de 1922.